# Минные крейсера типа «Казарский»
Минные крейсера типа «Казарский» — серия из шести минных крейсеров, построенная для Российского Императорского флота в 1888—1893 годах. В составе Российского Императорского флота служили в составе Балтийского, Черноморского флотов и Первой эскадры тихого океана. В ходе русско-японской войны два корабля захвачены Японией. В 1918 году два корабля оставлены в Финляндии.

## Характеристики и постройка
Имевшие водоизмещение около 400 тонн, крейсера типа «Казарский» были вдвое дешевле в строительстве, чем предшествовавшие им более крупные корабли типа «Лейтенант Ильин». Вооружение «Казарских» состояло из девяти 47-мм орудий и палубного торпедного аппарата, впервые в России обладающего полным вращением. Гораздо более низкая надводная часть борта улучшала скрытность кораблей, а высокое соотношение длины к ширине поспособствовало достижению скорости более 21 узла, что было на три узла выше, чем у «Ильина». Однако, эти стремительные обводы также стали причиной ухудшения управляемости и возникновения сильных вибраций уже на среднем ходу.
Головной корабль строился на верфи «Шихау» в Эльбинге, впоследствии там же заказали ещё два корабля, названных «Воевода» и «Посадник». Построенные с учётом недостатков проекта они выдали на испытаниях скорость 22 узла. Стремясь повторить проект на собственных верфях, Российская Империя заказала также два корабля («Всадник» и «Гайдамак») на верфи в Або и один («Гридень») в Николаевском адмиралтействе. Корабли финской постройки оказались перетяжёленными и развивали скорость не более 20 узлов, зато черноморский «Гридень» оказался самым быстрым и достиг на испытаниях 22,5 узлов.

## Представители
| Название                        | Заложен    | Спуск      | В строю   | Флот                                                   | Статус                                                      |
| ------------------------------- | ---------- | ---------- | --------- | ------------------------------------------------------ | ----------------------------------------------------------- |
| «Казарский»                     | 1888       | 1889       | 05.1890   | ЧФ                                                     | Исключён из списков в 1925 году.                            |
| «Воевода» с 1918 - «Мати Курки» | 20.06.1891 | 26.11.1891 | 5.06.1892 | БФ ВМС Финляндии                                       | Исключён из списков в 1940 году                             |
| «Посадник» с 1918 - «Клас Хорн» | 9.08.1891  | 1.04.1892  | 5.06.1892 | БФ ВМС Финляндии                                       | В 1937 год переоборудован в плавбазу. Исключён в 1962 году. |
| «Всадник» с 1905 - «Макигумо»   | 1892       | 07.1893    | 1894      | Сибирская военная флотилия Японский императорский флот | Сдан на слом в 1914 году.                                   |
| «Гайдамак» с 1905 - «Шикинами»  | 1892       | 07.1893    | 1894      | Сибирская военная флотилия Японский императорский флот | Сдан на слом в 1914 году.                                   |
| «Гридень»                       | 4.09.1892  | 31.10.1893 | 11.1895   | ЧФ                                                     | В 1908 году передан во флотилию пограничной стражи.         |